# خط باریک آبی (مجموعه تلویزیونی)
خط باریک آبی (انگلیسی: The Thin Blue Line) یک مجموعهٔ تلویزیونی بریتانیایی در سبک کمدی موقعیت است.